# Clayton Kershaw
Clayton Edward Kershaw (né le 19 mars 1988 à Dallas, Texas, États-Unis) est un lanceur gaucher de baseball évoluant en Ligue majeure avec les Dodgers de Los Angeles. Kershaw remporte trois fois, en 2011, 2013 et 2014, le trophée Cy Young remis au meilleur lanceur de la Ligue nationale. Il est l'un des 20 lanceurs dans toute l'histoire des ligues majeures, et l'un des quatre gauchers, à avoir intégré le club des 3000 retraits sur des prises.
En 2014, Kershaw est le premier lanceur de la Ligue nationale depuis 1968 à être voté joueur par excellence de la saison.
Il compte 3 sélections au match des étoiles et reçoit un Gant doré comme meilleur joueur défensif à sa position. Il domine le baseball majeur pour la moyenne de points mérités trois saisons consécutives, de 2011 à 2013, cette dernière année avec une moyenne d'à peine 1,83. Il mène la Ligue nationale pour les victoires avec 21 en 2011, et pour les retraits sur des prises au cours des saisons 2011 et 2013. Il lance un match sans point ni coup sûr le 18 juin 2014.

## Biographie

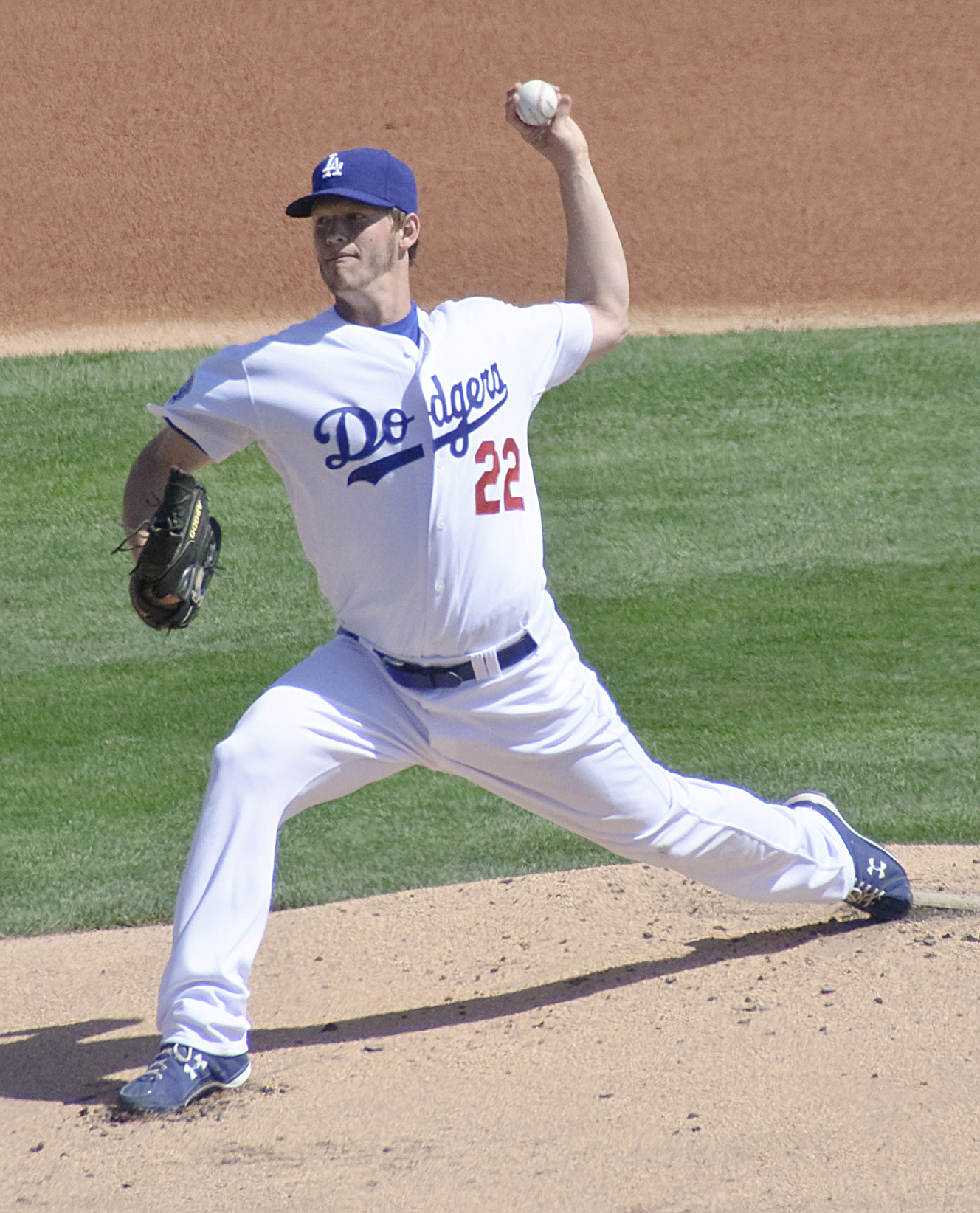
Clayton Kershaw en 2010.

Clayton Kershaw s'illustre lors de sa dernière saison à la Highland Park High School de Dallas (Texas). La fiche de ce lanceur partant comprend 13 victoires pour aucune défaite, une moyenne de points mérités de 0,77 et 139 retraits sur des prises en 64 manches lancées. Lors d'un match de séries éliminatoires contre l'Arlington Martin High School, il réussit un match parfait. En fin de saison, Kershaw est récompensé le titre de meilleur joueur de lycées attribué par USA Today et est également récipiendaire du Gatorade National Player of the Year (en) dans la catégorie baseball.
Il est repêché le 6 juin 2006 dès la fin de ses études secondaires par les Dodgers de Los Angeles au premier tour de sélection (7e choix). Il renonce à ses études universitaires programmées à Texas A&M et s'engage chez les Dodgers en empochant un bonus estimé à 2,3 millions de dollars à la signature du contrat.
Kershaw passe deux saisons en Ligues mineures avec les Gulf Coast Dodgers (R, 2006) puis les Great Lakes Loons (A, 2007) et les Jacksonville Suns (AA, 2007). Kershaw commence la saison 2008 sous les couleurs des Jacksonville Suns, mais est rapidement appelé par les Dodgers. Il débute en Ligue majeure le 25 mai 2008.
En juillet 2010, la ligue le suspend pour cinq parties après avoir jugé qu'il avait intentionnellement tenté d'atteindre Aaron Rowand lors d'un match mouvementé marqué de nombreuses expulsions (dont celle de Kershaw) le 20 juillet entre les Dodgers et les Giants de San Francisco.

### Saison 2011

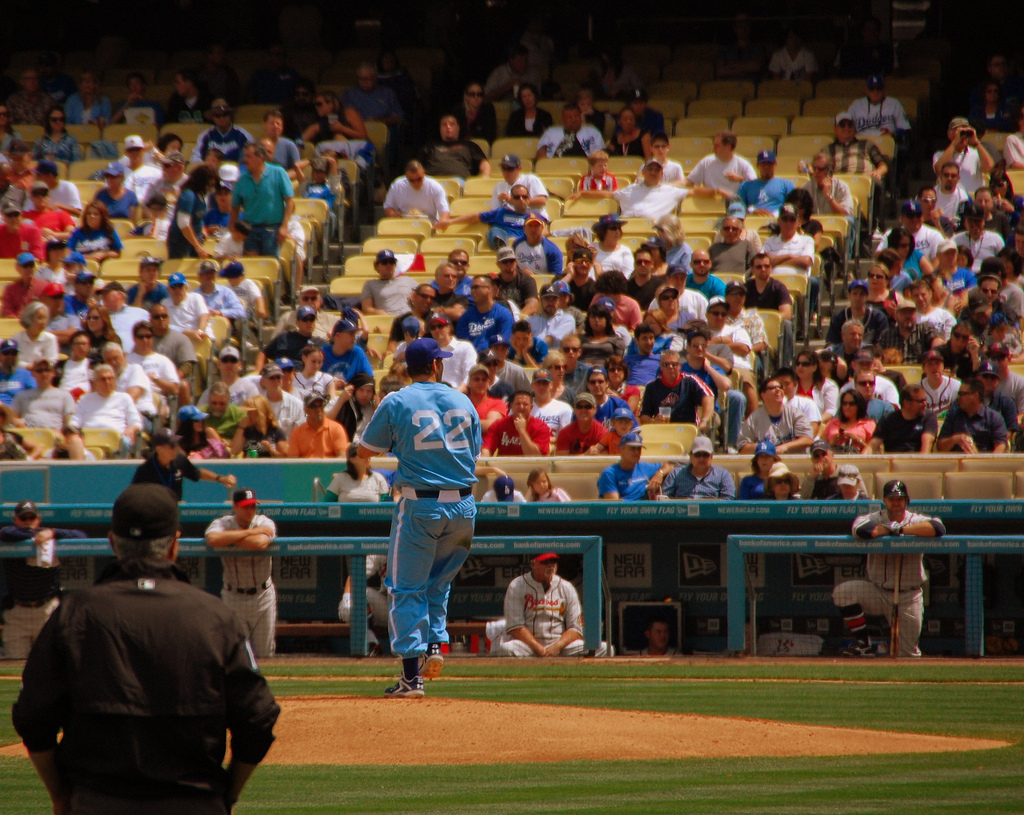
Kershaw portant une réplique de l'ancien uniforme des Dodgers de Brooklyn en 2011 à Los Angeles.

Kershaw reçoit en juillet 2011 sa première invitation au match des étoiles du baseball majeur. Il est nommé lanceur par excellence de juillet dans la Ligue nationale avec quatre victoires contre une défaite en cinq départs en juillet et le plus grand nombre (45) de retraits sur des prises parmi les lanceurs de la ligue durant cette séquence.
Il termine 2011 avec la meilleure moyenne de points mérités (2,28) du baseball majeur. Il domine la Ligue nationale pour les victoires avec 21 (contre seulement 5 défaites) et les retraits sur des prises (248). Dans l'ensemble du baseball, seul Justin Verlander le devance dans ces deux catégories. Kershaw lance en 2011 cinq matchs complets dont deux blanchissages.
Il reçoit le Gant doré du meilleur joueur défensif à sa position dans la Ligue nationale. 
Cette saison s'avère celle de la consécration pour le jeune Kershaw qui, à 23 ans, reçoit un prix convoité : le trophée Cy Young du meilleur lanceur de la saison dans la Ligue nationale. Sa candidature est préférée à celles de deux anciens gagnants, Roy Halladay et Cliff Lee des Phillies, ainsi qu'à celle d'Ian Kennedy des Diamondbacks.

### Saison 2012
Kershaw est à nouveau un des meilleurs lanceurs du baseball en 2012 et il vient bien près de remporter un deuxième trophée Cy Young consécutif. Il termine second à la fin de l'année au vote qui couronne un nouveau lauréat, R. A. Dickey des Mets de New York. 
Invité au match d'étoiles pour la deuxième fois, Kershaw domine tous les lanceurs du baseball majeur en 2012 avec une moyenne de points mérités de 2,53. Il est premier de la Ligue nationale pour la WHIP (1,023) et seul Jered Weaver des Angels fait mieux que lui dans les majeures. Le gaucher des Dodgers est le lanceur du baseball qui accorde en moyenne le moins de coups sûrs (6,72) à l'adversaire par 9 manches passées au monticule. Avec 229 retraits sur des prises en 227 manches et deux tiers, il termine deuxième de la Nationale avec un seul de moins que R. A. Dickey et se classe cinquième de sa ligue pour les retraits au bâton (9,053) par 9 manches lancées.
Lanceur de la Nationale ayant effectué le plus départs, Kershaw amorce 33 parties des Dodgers, mérite 14 victoires et encaisse 9 revers. Ses deux matchs complets sont des jeux blancs, ce qui égale son meilleur total de blanchissages en une année. Il obtient quelques votes au titre du joueur par excellence de l'année, se classant 16e au scrutin.

### Saison 2013

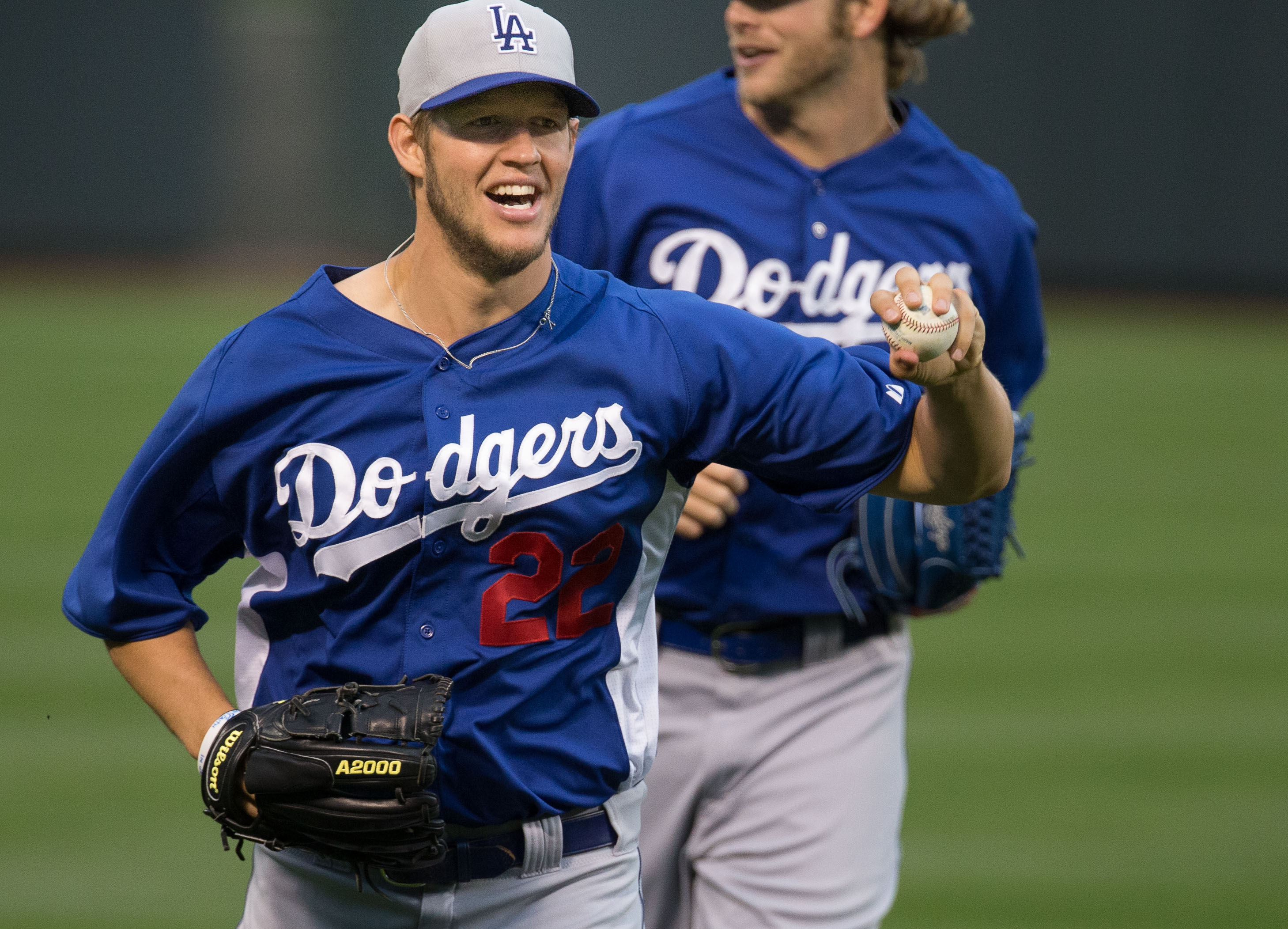
Clayton Kershaw en 2013.

Le 17 avril 2013 contre Yonder Alonso des Padres de San Diego, Kershaw obtient le 1000e retrait sur des prises de sa carrière. Il est celui qui eut besoin du moins grand nombre de manches (970) pour atteindre ce total dans l'histoire des Dodgers, battant le record de franchise de Sandy Koufax (990 manches). À 25 ans et 29 jours, il est le deuxième plus jeune lanceur à compter 1000 retraits au bâton pour les Dodgers, après Fernando Valenzuela (24 ans, 303 jours).
Avec 4 victoires, une défaite et une moyenne de points mérités de 1,34 en 6 départs, Kershaw est nommé meilleur lanceur du mois de juillet 2013 dans la Ligue nationale. Il n'accorde que 7 points mérités à l'adversaire durant cette période où les Dodgers s'emparent du premier rang de leur division.
Kershaw remporte 16 victoires contre 9 défaites en 33 départs en 2013 et enregistre 232 retraits sur des prises en 236 manches lancées. Surtout, sa moyenne de points mérités de 1,83 est la meilleure du baseball majeur pour la saison. Il est le deuxième lanceur partant de l'histoire des Dodgers à conserver une moyenne en-bas de 2,00 durant toute une saison, et le premier depuis que Sandy Koufax, qui a accompli l'exploit à trois reprises, avait présenté une moyenne de 1,73 en 1966. Il est le premier partant sous la marque de 2,00 depuis la moyenne de 1,87 de Roger Clemens avec les Astros de Houston en 2005. Sa moyenne est la plus basse dans les majeures depuis Pedro Martinez (1,74 pour Boston en 2000) et la plus basse en Ligue nationale depuis Greg Maddux (1,63 en 1995 pour Atlanta). Kershaw est aussi le premier lanceur à mener une ligue trois années de suite pour la moyenne de points mérités depuis Maddux de 1993 à 1995 pour Atlanta.
Il reçoit pour la deuxième fois de sa carrière le trophée Cy Young du meilleur lanceur. Il est un choix presque unanime, un électeur ayant plutôt accordé son vote de première place à Adam Wainwright des Cardinals de Saint-Louis.
Le 3 octobre 2013, Kershaw amorce au monticule les séries éliminatoires pour les Dodgers et enregistre face aux Braves d'Atlanta 12 retraits sur des prises, le plus haut total en un match d'après-saison pour un lanceur du club depuis les 15 de Sandy Koufax en Série mondiale 1963. Kershaw reçoit la victoire dans ce premier match et termine la Série de division avec une moyenne de points mérités de 0,69 en 13 manches lancées contre Atlanta. La Série de championnat de la Ligue nationale contre Saint-Louis est en revanche plus difficile pour lui : il alloue 7 points mérités en 10 manches au monticule et encaisse la défaite à ses deux départs, dans le 2e puis 6e et dernier match de la série.

### Saison 2014
Le 17 janvier 2014, les Dodgers annoncent le nouveau contrat accordé à Kershaw : 215 millions de dollars US pour 7 ans. Jamais un contrat aussi lucratif n'avait été accordé à un lanceur et, avec en moyenne 30,7 millions de dollars par année, il touche à présent le plus haut salaire annuel dans le baseball majeur. La valeur du contrat dépasse le précédent record pour un lanceur, qui était l'entente signée en mars 2013 par Justin Verlander avec les Tigers de Détroit.
Il remporte en 2014 son troisième trophée Cy Young du meilleur lanceur, prix dont il est le gagnant à l'unanimité.
Le 18 juin 2014, Kershaw lance un match sans point ni coup sûr dans une victoire de 8-0 des Dodgers sur les Rockies du Colorado. Il retire 15 frappeurs sur des prises durant le match. Kershaw est parfait pendant 6 manches mais perd son match parfait lorsque le premier frappeur des Rockies en 7e, Corey Dickerson, est le seul joueur de son équipe à atteindre les buts, sur une erreur de l'arrêt-court des Dodgers Hanley Ramírez. Ce match marque le début d'une séquence de 41 manches consécutives sans accorder de point à l'adversaire. La série, qui se termine par un coup de circuit accordé à Chase Headley des Padres de San Diego le 10 juillet, est la 3e plus longue de l'histoire des Dodgers (après le recordman Orel Hershiser et Sandy Koufax) et la 9e plus longue de l'histoire de la Ligue nationale.

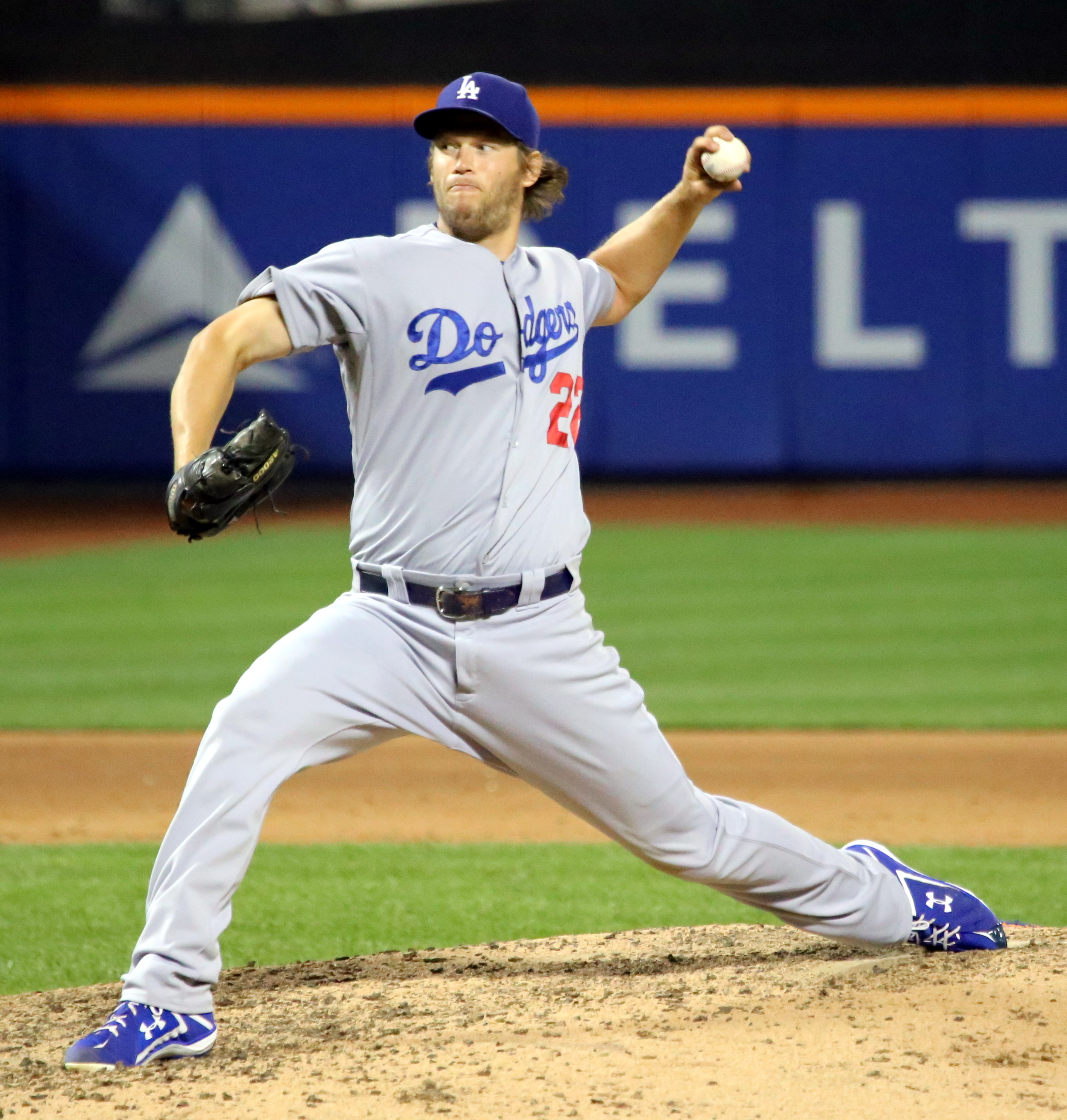
Clayton Kershaw en 2015.

Avec 6 victoires en autant de décisions en juin 2014 et une moyenne de points mérités d'à peine 0,82 en 44 manches lancées, Kershaw est voté meilleur lanceur du mois dans la Ligue nationale. Il retire aussi 61 frappeurs sur des prises durant cette période et limite ses adversaires à une moyenne au bâton de ,165. Avec 3 matchs complets, 4 victoires, une moyenne de points mérités de 1,07 et 43 retraits sur des prises en 42 manches lancées en juillet 2014, Kershaw est nommé lanceur du mois dans la Ligue nationale.

### Saison 2015
Kershaw est nommé meilleur lanceur du mois de juillet 2015 dans la Ligue nationale, un honneur qu'il reçoit pour la 5e fois de sa carrière. Pendant que son coéquipier Zack Greinke connaît une séquence de 45 manches et deux tiers sans accorder de point à l'adversaire du 13 juin au 26 juillet, Kershaw lance 37 manches de suite sans donner de point, du 3 juillet jusqu'à un coup de circuit alloué à Gregory Polanco des Pirates de Pittsburgh le 7 août suivant.
Le 29 septembre 2015, Kershaw lance un match complet d'un coup sûr contre les Giants à San Francisco pour assurer les Dodgers de leur 3e titre consécutif de la division Ouest de la Ligue nationale.
Kershaw réussit 301 retraits sur des prises en 2015. Il est le premier lanceur à atteindre les 300 en une saison depuis Randy Johnson et Curt Schilling en 2002 et le second lanceur des Dodgers à l'atteindre après Sandy Koufax.

### Saison 2016
Kershaw commence la saison 2016 en force avec une fiche de 11 victoires contre seulement deux revers en 16 départs. Tout en maintenant une excellente moyenne de 1,79, il a retiré 145 frappeurs sur des prises. Le 1er juillet 2016, il est inscrit sur la liste des blessés de 15 jours, rétroactif au 27 juin 2016, en raison d'une hernie discale. Il est plus tard (3 août 2016) transféré sur la liste des blessés pour 60 jours. Il était considéré comme l'un des favoris pour l’obtention du joueur par excellence de la Ligue Nationale, honneur remporté par le joueur de troisième des cubs, Kris Bryant. 
Il fit un retour au jeu le 9 septembre 2016 contre José Fernandez et les Marlins. Il accorda deux points et cinq coup sûrs aux frappeurs des Marlins dans une cause perdante. Il lança un peu plus de 3 manches et retira 5 frappeurs sur des prises. À noter que Fernandez égala un sommet personnel avec 14 retraits sur des prises en 7 manches de travail. 
Il finit la saison avec une fiche de 12 victoires et 4 défaites tout en conservant une moyenne de points mérités de 1,69 et 172 retraits sur des prises. Il a accordé seulement que 11 buts-sur-balles en 149 manches lancées de saison régulière.

### Saison 2017
Le 2 juin 2017, Kershaw retire Jonathan Villar des Brewers de Milwaukee pour son 2 000e retrait sur des prises en carrière ; ayant atteint ce nombre en 1 837 manches et deux tiers lancées dans les majeures, Kershaw est le 3e plus rapide à y arriver après Pedro Martínez (1 715 manches et un tiers) et Randy Johnson (1 734 manches).

## Philanthropie
En 2013, Clayton Kershaw reçoit des Ligues majeures le prix Branch Rickey, qui souligne le travail humanitaire qu'il effectue en Afrique avec son épouse, Ellen.

## Statistiques
| Saison | Équipe     | G   | GS  | CG | SHO | V   | D  | SV | IP    | SO   | ERA  |
| ------ | ---------- | --- | --- | -- | --- | --- | -- | -- | ----- | ---- | ---- |
| 2008   | LA Dodgers | 22  | 21  | 0  | 0   | 5   | 5  | 0  | 107.2 | 100  | 4,26 |
| 2009   | LA Dodgers | 31  | 30  | 0  | 0   | 8   | 8  | 0  | 171.0 | 185  | 2,79 |
| 2010   | LA Dodgers | 32  | 32  | 1  | 1   | 13  | 10 | 0  | 204.1 | 212  | 2,91 |
| 2011   | LA Dodgers | 33  | 33  | 5  | 2   | 21  | 5  | 0  | 233.1 | 248  | 2,28 |
| 2012   | LA Dodgers | 33  | 33  | 2  | 2   | 14  | 9  | 0  | 227.2 | 229  | 2,53 |
| 2013   | LA Dodgers | 33  | 33  | 3  | 2   | 16  | 9  | 0  | 236.0 | 232  | 1,83 |
| 2014   | LA Dodgers | 27  | 27  | 6  | 2   | 21  | 3  | 0  | 198.1 | 239  | 1,77 |
| 2015   | LA Dodgers | 33  | 33  | 4  | 3   | 16  | 7  | 0  | 232.2 | 301  | 2,13 |
| 2016   | LA Dodgers | 21  | 21  | 3  | 3   | 12  | 4  | 0  | 149.0 | 172  | 1,69 |
| 2017   | LA Dodgers | 27  | 27  | 1  | 0   | 18  | 4  | 0  | 175.0 | 202  | 2,31 |
| 2018   | LA Dodgers | 26  | 26  | 0  | 0   | 9   | 5  | 0  | 161.1 | 155  | 2,73 |
| Totaux | Totaux     | 318 | 316 | 25 | 15  | 153 | 69 | 0  | 2096  | 2275 | 2,39 |

| Saison | Équipe     | G  | GS | CG | SHO | V | D  | SV | IP   | SO  | ERA  |
| ------ | ---------- | -- | -- | -- | --- | - | -- | -- | ---- | --- | ---- |
| 2008   | LA Dodgers | 2  | 0  | 0  | 0   | 0 | 0  | 0  | 2.0  | 1   | 4,50 |
| 2009   | LA Dodgers | 3  | 2  | 0  | 0   | 0 | 1  | 0  | 13.1 | 10  | 6,08 |
| 2013   | LA Dodgers | 4  | 4  | 0  | 0   | 1 | 2  | 0  | 23.0 | 28  | 3,14 |
| 2014   | LA Dodgers | 2  | 2  | 0  | 0   | 0 | 2  | 0  | 12.2 | 19  | 7,82 |
| 2015   | LA Dodgers | 2  | 2  | 0  | 0   | 1 | 1  | 0  | 13.2 | 19  | 2,63 |
| 2016   | LA Dodgers | 4  | 2  | 0  | 0   | 2 | 0  | 1  | 19.1 | 25  | 3,72 |
| 2017   | LA Dodgers | 6  | 5  | 0  | 0   | 3 | 0  | 0  | 33.0 | 33  | 3,82 |
| 2018   | LA Dodgers | 6  | 5  | 0  | 0   | 2 | 3  | 0  | 30.0 | 26  | 4,20 |
| Totaux | Totaux     | 30 | 24 | 0  | 0   | 9 | 10 | 1  | 152  | 165 | 4,32 |

Note : G = Matches joués ; GS = Matches comme lanceur partant ; CG = Matches complets ; SHO = Blanchissages ; 
V = Victoires ; D = Défaites ; SV = Sauvetages ; IP = Manches lancées ; SO = Retraits sur des prises ; ERA = Moyenne de points mérités.